# 赞普钟
赞普钟（752年—768年）是南诏阁罗凤的年号，共计17年。是南诏的第一个年号，也是云南改元的开始。“赞普钟”一词来源于藏语，意为“赞普之弟”（藏語：བཙན་པོ་གཅུང་།，威利转写：bTsan-Po gCung），为吐蕃君主赤德祖赞赐予阁罗凤的封号。
郭松年《大理行記》文有「陽苴咩城，亦名紫城，方圍四五里，即蒙氏第五主神武王閣羅鳳贊普锺十三年甲辰歲所築，時唐代宗廣德二年也」。
鄭雲芝《歷代年號表》記載有「鍾元」年號，在見龍年號之前。
馬紹基《紀元韻覽》記載有「建鍾」年號，梁玉繩認為是贊普鍾的其他稱號。

## 年號及改元出處
- 倪輅《南詔野史》：「蒙閣羅鳳，……唐天寶八年立，年十九歲。改元長壽。……（大曆）十七年，王卒，謚神武。」
- 胡蔚《增訂南詔野史》：「閣羅鳳，唐玄宗天寶戊子七載即位，年三十六歲。……天寶十一載……鳳遂改是年為贊普鍾元年。……代宗戊午大曆十三年，閣羅鳳卒，在位三十年。」
- 王崧《雲南備徵志》：「閣羅鳳之立，以天寶八年。……天寶十年……僭國號曰大蒙，始建年號曰贊普鍾。……大曆十四年死，偽謚神武，子鳳伽異未嗣而死，孫異牟尋立。僭改元：贊普鍾七、長壽十一。」
- 諸葛元聲《滇史》：「蒙氏五世閣羅鳳，唐玄宗天寶八載立，……天寶十一載壬辰，閣羅鳳改年為贊普鍾元年，自號『大蒙國』；……大曆四年己酉，閣羅鳳改元長壽。此蠻夷僭稱年號之始。……大曆十四年，……閣羅鳳死，壽七十一，偽謚神武王。」
- 李京《雲南志略》：「禪其子閣羅鳳，是為武王。改元建鍾。雲南改元始此。……在位二十年，禪其子鳳伽異，自號「主父」，居太和城。鳳伽異立，是為悼惠王。改元長壽。徙都鄯闡。在位十一年。」
- 楊慎《滇載記》：「閣羅鳳之立，以天寶八年故事。……天寶十年……儉國號曰大蒙，始建年號曰贊普鍾。……代宗大曆十四年死。偽謚神武，子鳳伽異未嗣而死，孫異牟尋立。僭改元贊普鍾七，長壽十一。」
- 馮蘇《滇考》：「閣羅鳯遂以贊普鍾紀年，僭號大蒙國。……（大曆）四年，改元長壽。又十年死，偽謚神武。」
- 《白古通記淺述》：「第五主諱閣羅鳳，……天寶八年，改元長壽。……天寶十一年壬辰，主始建年號曰贊普鍾元年。……天寶十三年，……是年改元長壽。」
- 鍾淵映《歷代建元考》：「神武王閣羅鳳，皮羅閣子，以唐天寶八年己丑嗣立，始叛唐，改國號曰大蒙。吐蕃封為東帝，改元二：贊普鐘、長壽。《舊唐書》閣羅鳳臣吐蕃，吐蕃令閣羅鳳為贊普鍾，號曰東帝，結以金印，蠻謂弟為鍾。楊慎《滇載記》以為改元贊普鍾，豈即吐蕃之偽稱以為紀年之號耶？俟博雅者詳焉。」
- 李兆洛《歷代紀元編》：「閣羅鳳　贊普鍾　長壽」
- 王崧《道光雲南志鈔》：「（天寶）七載十二月，蒙歸義薨，子閣羅鳳立。……九載……閣羅鳳遂改正朔稱贊普鍾元年，僭號大蒙國。……（大曆）四年，閣羅鳳改元長壽，……十四年，閣羅鳳死，偽謚神武。」
- 倪蛻《滇雲歷年傳》卷 四：「（天寶）七載十二月，特進雲南王越國公開府儀同三司蒙歸義薨，子閣羅鳳立。……十一載，……鳳遂改正朔，稱贊普鍾元年。僭號大蒙國。……（大曆）四年，閣羅鳳改元長壽，……十四年九月，閣羅鳳死，孫異牟尋立，……」

## 纪年
| 赞普钟 | 元年   | 二年   | 三年   | 四年   | 五年   | 六年   | 七年   | 八年  | 九年  | 十年  |
| ------ | ------ | ------ | ------ | ------ | ------ | ------ | ------ | ----- | ----- | ----- |
| 公元   | 752年  | 753年  | 754年  | 755年  | 756年  | 757年  | 758年  | 759年 | 760年 | 761年 |
| 干支   | 壬辰   | 癸巳   | 甲午   | 乙未   | 丙申   | 丁酉   | 戊戌   | 己亥  | 庚子  | 辛丑  |
| 赞普钟 | 十一年 | 十二年 | 十三年 | 十四年 | 十五年 | 十六年 | 十七年 |       |       |       |
| 公元   | 762年  | 763年  | 764年  | 765年  | 766年  | 767年  | 768年  |       |       |       |
| 干支   | 壬寅   | 癸卯   | 甲辰   | 乙巳   | 丙午   | 丁未   | 戊申   |       |       |       |

## 同期存在的其他政权年号
- 中國
  - 天寶（742年—756年）：唐玄宗的年号
  - 至德（756年—758年）：唐肅宗的年号
  - 乾元（758年—760年）：唐肅宗的年号
  - 上元（760年—761年）：唐肅宗年號
  - 寶應（762年—763年）：唐代宗的年號
  - 廣德（763年—764年）：唐代宗的年號
  - 永泰（765年—766年）：唐代宗的年號
  - 大曆（766年—779年）：唐代宗的年號
  - 聖武（756年—757年）：安史之亂領袖安祿山之年號
  - 天成（758年—759年）：安史之亂領袖安慶緒之年號
  - 應天（759年）：安史之亂領袖史思明之年號
  - 順天（759年—761年）：安史之亂領袖史思明之年號
  - 顯聖（761年—763年）：安史之亂領袖史朝義之年號
  - 黃龍（761年）：唐朝時期領袖段子璋之年號
  - 正德（761年）：唐朝時期領袖李珍之年號
  - 寶勝（762年—763年）：唐朝時期領袖袁晁之年號
  - 大兴（737年—793年）：渤海国文王大欽茂的年号
- 日本
  - 天平勝寶（749年—757年）：奈良時代孝謙天皇之年號
  - 天平寶字（757年—765年）：奈良時代孝謙天皇、淳仁天皇、稱德天皇之年號
  - 天平神護（765年—767年）：奈良時代稱德天皇之年號
  - 神護景雲（767年—770年）：奈良時代稱德天皇之年號